# Pidsuhe, Drohobîci
Pidsuhe (în ucraineană Підсухе) este un sat în comuna Novîi Kropîvnîk din raionul Drohobîci, regiunea Liov, Ucraina.

## Demografie
Componența lingvistică a localității Pidsuhe
     Ucraineană (100%)
Conform recensământului din 2001, toată populația localității Pidsuhe era vorbitoare de ucraineană (100%).